# 운암로 (서산시)
운암로(Unam-ro)는 충청남도 서산시 음암면 잠흥교차로에서 서산시 운산면 운산고개를 잇는 도로이다.

## 주요경유지
충청남도
- 서산시 (운남면 - 수석동 - 운산면)

## 노선
| 이름               | 접속 노선                                                                | 소재지 | 소재지 | 비고                                               |
| ------------------ | ------------------------------------------------------------------------ | ------ | ------ | -------------------------------------------------- |
| 잠흥 교차로        | 서해로                                                                   | 서산시 | 음암면 |                                                    |
| 새터말삼거리       | 수석순환로                                                               | 서산시 | 수석동 |                                                    |
| 수석 교차로        | 서해로 수석산업로                                                        | 서산시 | 음암면 |                                                    |
| 상홍 교차로        | 국도 제32호선 (외곽순환로)                                               | 서산시 | 음암면 |                                                    |
| 도당육교           |                                                                          | 서산시 | 음암면 |                                                    |
| 율목삼거리         | 석동로 말목길                                                            | 서산시 | 음암면 |                                                    |
| 음암면행정복지센터 |                                                                          | 서산시 | 음암면 |                                                    |
| 도당교             |                                                                          | 서산시 | 음암면 |                                                    |
| 탑곡 교차로        | 국도 제32호선 (서해로) 국가지원지방도 제70호선 (백제사신로) 탑곡길마재길 | 서산시 | 음암면 |                                                    |
| 무로치고개         |                                                                          | 서산시 | 운산면 |                                                    |
| 운산 교차로        | 국도 제32호선 국가지원지방도 제70호선 (서해로) 갈산무로치길              | 서산시 | 운산면 | 국가지원지방도 제70호선 구간                       |
| 서산 나들목        | 15호선 서해안고속도로                                                    | 서산시 | 운산면 | 국가지원지방도 제70호선 구간                       |
| 운산사거리         | 운정로 장벌4로                                                           | 서산시 | 운산면 | 국가지원지방도 제70호선 구간                       |
| 운곡삼거리         | 지방도 제647호선 (해운로)                                                | 서산시 | 운산면 | 국가지원지방도 제70호선 구간 지방도 제647호선 구간 |
| 운산교             |                                                                          | 서산시 | 운산면 | 국가지원지방도 제70호선 구간 지방도 제647호선 구간 |
| 수당삼거리         | 지방도 제609호선 (장생동로)                                              | 서산시 | 운산면 | 국가지원지방도 제70호선 구간 지방도 제647호선 구간 |
| 수당교             |                                                                          | 서산시 | 운산면 | 국가지원지방도 제70호선 구간 지방도 제647호선 구간 |
| 운산고개           |                                                                          | 서산시 | 운산면 | 국가지원지방도 제70호선 구간 지방도 제647호선 구간 |
| 역천로와 직결      |                                                                          |        |        |                                                    |

## 주요 건물및 시설
- HD현대오일뱅크 현대주유소 (운암로 200/도당리 1552-1)
- GS25 서산음암점 (운암로 208/도당리 1545-10)
- 쉐보레 서산서비스센터 (운암로 233/도당리 1538-7)
- SK에너지 음암주유소 (운암로 340/도당리 1348-3)
- 음암우체국 (운암로 361-3/도당리 1340-1)
- 농협 음암농협 본점 (운암로 375/도당리 1296-6)
- 음암면 행정복지센터 (운암로 381/도당리 1299-1)
- 음암치안센터 (운암로 385/도당리 1304-8)
- CU 서산음암점 (운암로 389/도당리 1304-9)
- HD현대오일뱅크 우리주유소 (운암로 485/도당리 477-6)
- 롯데택배 당진지점 (운암로 800/탑곡리 38-30)
- 이마트24 서산IC점 (운암로 880/갈산리 769-9)
- GS칼텍스운산주유소 (운암로 1007/갈산리 433-6)
- 운산면 행정복지센터 (운암로 1016/갈산리 451)
- 농협 운산농협 주유소 (운암로 1030/용장리 368-1)
- 농협 운산농협 본점 (운암로 1032/용장리 363-4)
- 운산초등학교 (운암로 1037/용장리 369)
- CU 서신운암점 (운암로 1049/용장리 379-2)
- 세움주유소 (운암로 1126/수당리 259-1)